# Lithops julii
Lithops julii är en isörtsväxtart. Lithops julii ingår i stenbladssläktet som ingår i familjen isörtsväxter. Lithops julii beskrevs 1926 av Nicholas Edward Brown

## Underarter
Arten delas in i följande underarter:
- L. j. fulleri
- L. j. julii

## Bilder

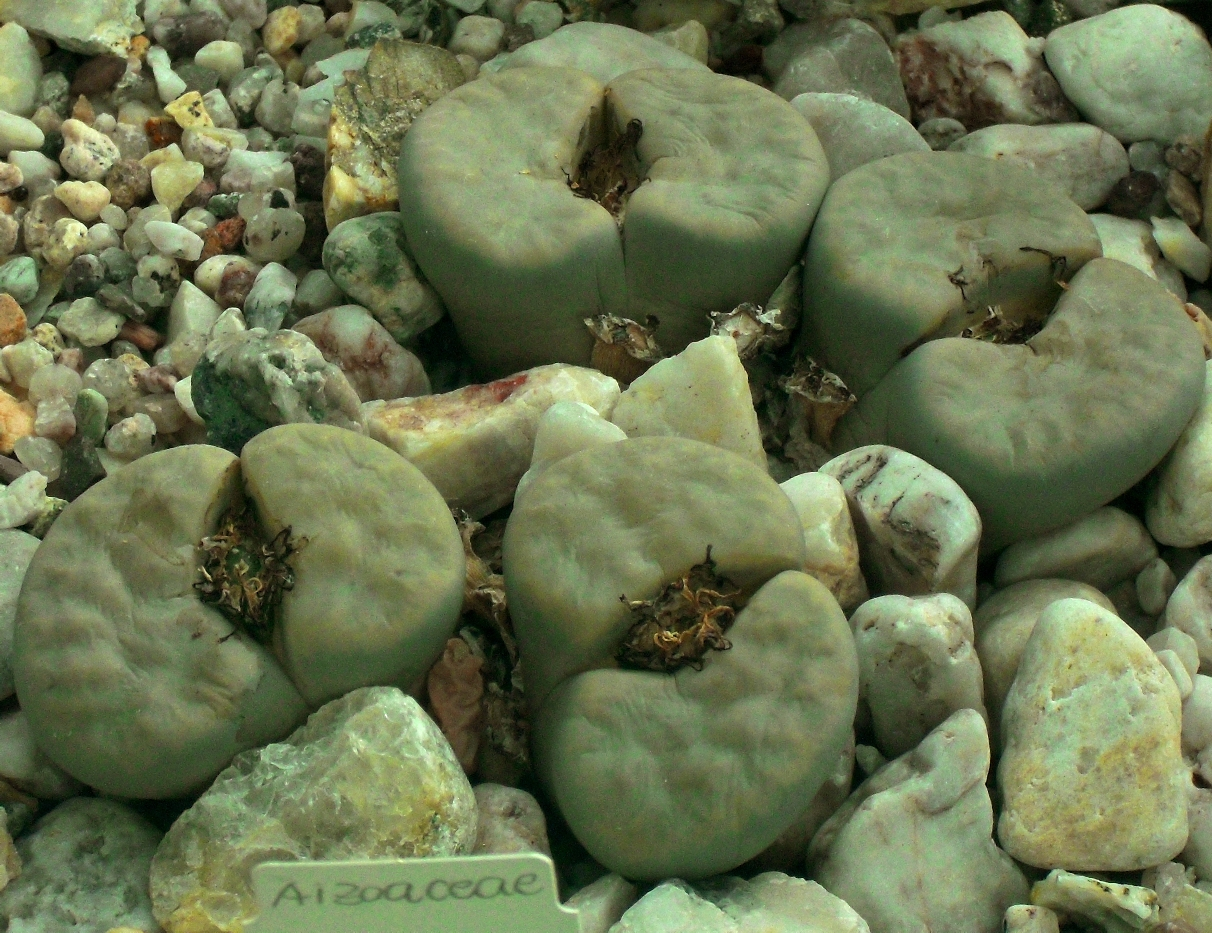
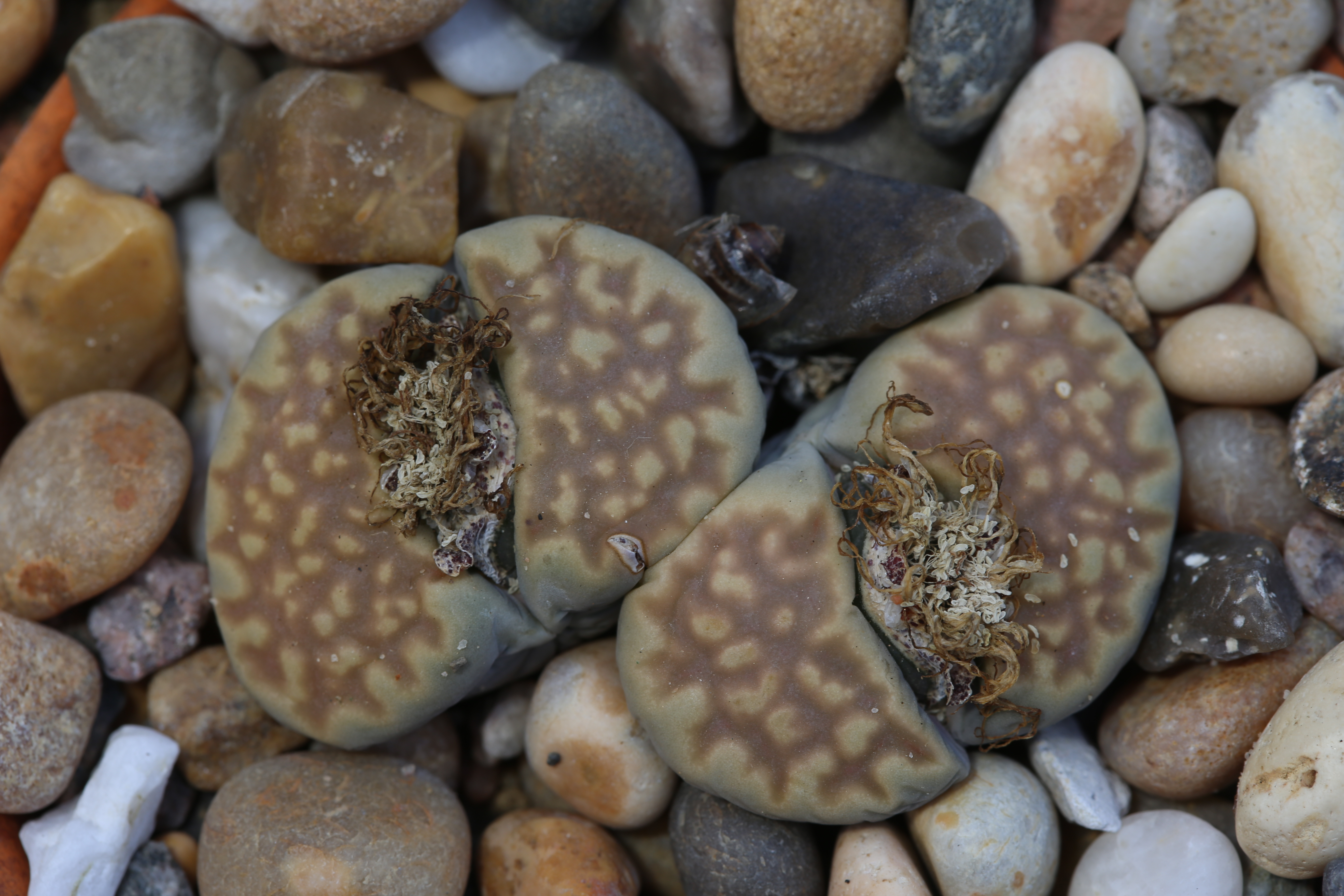
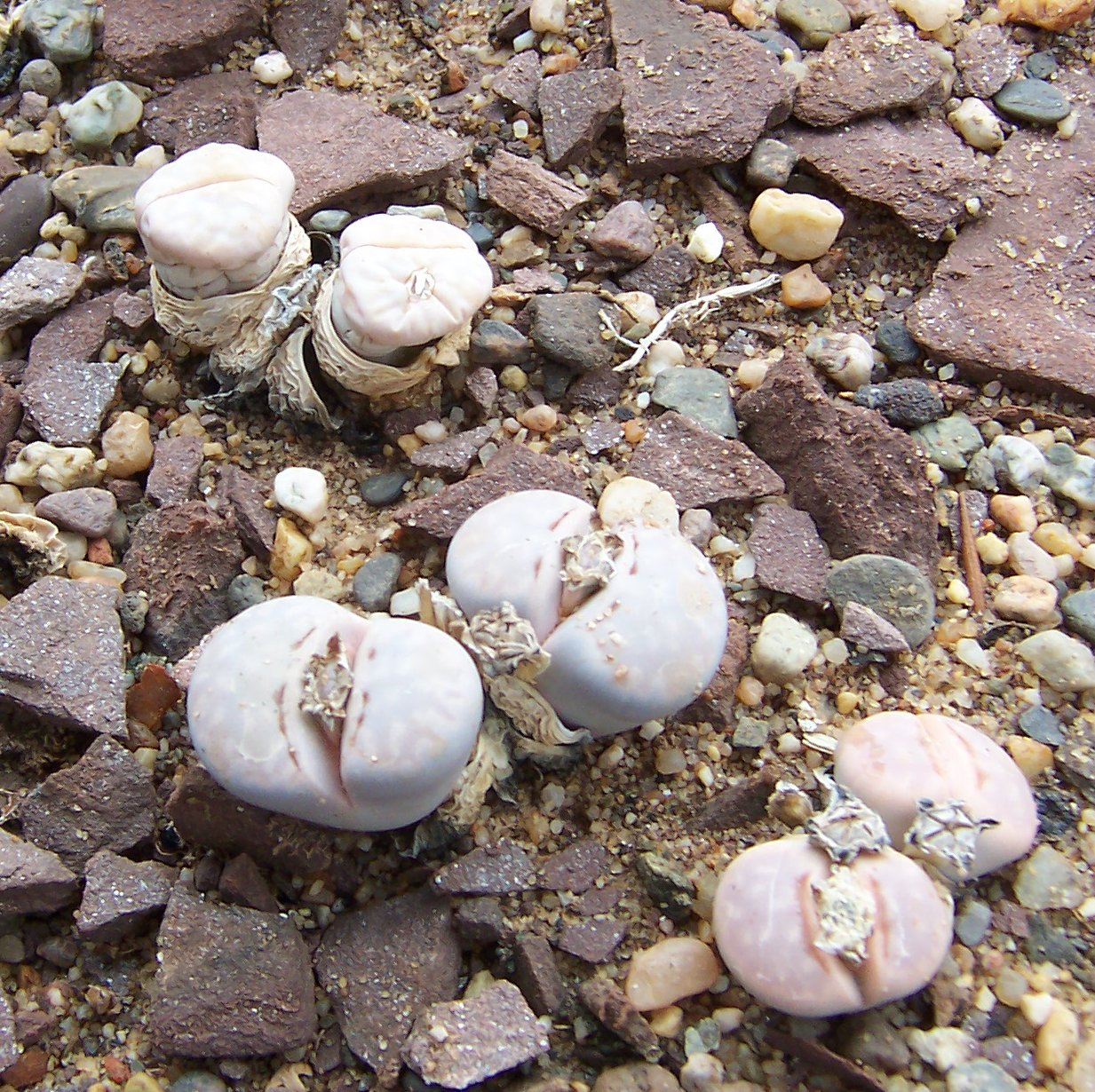